# Rekentin
Rekentin ist ein Ortsteil der Stadt Tribsees im Landkreis Vorpommern-Rügen in Mecklenburg-Vorpommern. Es wird vom Amt Recknitz-Trebeltal mit Sitz in der Stadt Tribsees verwaltet.

## Geografie und Verkehrsanbindung
Rekentin liegt nordöstlich des Kernortes Tribsees an der Landesstraße L 22. Südlich vom Ort verlaufen die L 19 und die A 20. Unweit südlich fließt die Trebel, ein Nebenfluss der Peene.

## Sehenswürdigkeiten
In der Liste der Baudenkmale in Tribsees sind für Rekentin fünf Baudenkmale aufgeführt.